# 18635 Фруар
18635 Фруар (18635 Frouard) — астероїд головного поясу, відкритий 2 березня 1998 року.
Тіссеранів параметр щодо Юпітера — 3,423.